# Псейтук
Псейтук (рос. Псейтук; адиг. Псэйтыку) — аул у республіці Адигеї, піпорядкований Афіпсипському сільському поселенню Тахтамукайського району.

## Географія
Аул розташований на лівому березі річки Кубані, яка омиває аул з трьох сторін. На протилежному, кубанському, березі річки розташоване селище Білозерне.

## Історія
Аул заснований 1891 року.

## Населення
Населення аулу за останні роки:
- 2002 — 649[3];
- 2010 — 617[4]:
- 2013 — 611.